# José Melhado Campos
Dom José Melhado Campos, ou Dom Melhado, (Limeira, 29 de novembro de 1909 — Sorocaba, 21 de setembro de 1996) foi um bispo católico brasileiro de Lorena e Sorocaba.

## Biografia
Era filho de imigrantes espanhóis Gabriel Melhado e D. Tereza que se casaram no Brasil, em Santa Cruz das Palmeiras e tiveram 4 filhos. Criou-se na zona rural de Limeira e concluiu os estudos em Botucatu. Aos 16 anos entrou para o Seminário, estudando nos Seminários de Botucatu e de São Paulo. Foi ordenado sacerdote em 15 de agosto de 1934. Foi vigário nas paróquias de Avaré, Lençóis Paulista, Piratininga, e Bauru. Em 29 de maio de 1960 foi eleito Bispo de Lorena. Trabalhou na Diocese de Lorena entre 1960 e 1965 antes de vir para Sorocaba, em 1º de maio de 1965. Dom Melhado foi nomeado para suceder Dom Aguirre, já há 48 anos no governo.
Tomando posse como Bispo Dicesano de Sorocaba em 8 de janeiro de 1973. Seu lema de episcopado foi “Com Maria a Mãe de Jesus”. Representou Sorocaba na 4ª sessão do Concílio Vaticano II. Retomou a organização da Diocese, criando 16 paróquias, sendo 8 em Sorocaba. Entre outras obras, Dom Melhado criou o Museu de Artes Sacras, implantou o Cursilho e o curso de teologia para leigos. Durante toda a vida, escreveu vários livros: "Memórias da Diocese de Lorena", "Memórias da Diocese de Sorocaba" e "Memórias de Tatuí" e do Lar São Vicente de e uma auto-biografia intitulada “As Memórias do Juca”. Na sua administração presidiu a Fundação Dom Aguirre entre 1977-1979, quando houve a criação e a instalação da Faculdade de Ciências Contábeis e Admistrativas de Sorocaba - FACCAS. Propôs estudos visando à criação de uma Universidade de Sorocaba.
Dom Melhado ordenou, no dia 22 de Abril de 1973, o Diácono Permanente Osvaldo Bistão da Paróquia Santa Rita – Vila Santana.
Faleceu em 21 de setembro de 1996, na Santa Casa de Misericórdia de Tatuí, vitimado por uma broncopneumonia, aos 86 anos de idade. Conforme seu desejo, foi sepultado na segunda gaveta da capela mortuária da Catedral Metropolitana de Sorocaba.  Seu episcopado foi de 20 anos.